# شنگ وان چن
شنگ وان چن (انگلیسی: Chang Wan-chen؛ متولد ۲۹ سپتامبر ۱۹۷۹) یک تکواندوکار تایوانی است.
وی در مسابقات قهرمانی تکواندو جهان ۱۹۹۹ در کلاس سبک‌وزن بانوان مدال برنز دریافت کرد و در مسابقات قهرمانی تکواندو جهان در سال ۲۰۰۱ مدال نقره گرفت. همچنین در بازی‌های آسیایی ۲۰۰۲ برنده مدال نقره شد.